# Neocorynura rutilans
Neocorynura rutilans är en biart som först beskrevs av Joseph Vachal 1904.  Neocorynura rutilans ingår i släktet Neocorynura och familjen vägbin. Inga underarter finns listade i Catalogue of Life.